# Le Club des libertins (film, 2002)
Pour les articles homonymes, voir Le Club des libertins.
Pour plus de détails, voir Fiche technique et Distribution.
Le Club des libertins (The Abduction Club) est un film britannico-irlandais réalisé par Stefan Schwartz, sorti en 2002.

## Synopsis
À la fin du XVIIIe siècle, en Irlande, dans les familles nombreuses, les fils aînés héritent de la totalité des biens familiaux tandis que les plus jeunes se retrouvent sans le sou. Mais l'Abduction Club, un groupe de jeunes gens, va détourner cette règle en enlevant de riches femmes pour les convaincre de les épouser...

## Fiche technique
- Titre français : Le Club des libertins
- Titre original : The Abduction Club
- Réalisation : Stefan Schwartz
- Scénario : Bill Britten, Richard Crawford
- Production : David Collins, Richard Holmes
- Musique : Shaun Davey
- Photographie : Howard Atherton (en)
- Montage : Pamela Power
- Décors et costumes : Consolata Boyle
- Pays d'origine :  Royaume-Uni
 Irlande
- Format : Technicolor - 2,35:1 - 35 mm - son Dolby Digital
- Genre : comédie romantique
- Durée : 96 minutes
- Dates de sortie : 19 juillet 2002 (Royaume-Uni), 19 juillet 2002 (Irlande)

## Distribution
- Alice Evans : Catherine Kennedy
- Daniel Lapaine (VF : Jean-Pierre Michaël) : Garrett Byrne
- Sophia Myles : Anne Kennedy
- Matthew Rhys (VF : Damien Ferrette) : James Strang
- Liam Cunningham : John Power
- Edward Woodward : Lord Fermoy
- Patrick Malahide : Sir Myles
- Tom Murphy (en) : Knox

 Source et légende : version française (VF) sur RS Doublage